# Alistair Cameron Crombie
Alistair Cameron Crombie (* 4. November 1915 in Brisbane; † 9. Februar 1996 in Oxford) war ein australischer Wissenschaftshistoriker.
Crombie studierte in Melbourne und Cambridge. In den frühen 1950er-Jahren lehrte er am University College London. Seit 1953 lehrte er Wissenschaftsgeschichte an der Universität Oxford. Seit dieser Zeit ist die Wissenschaftsgeschichte in Oxford offizielles Lehrfach.
Einer seiner Schüler ist der Wissenschaftshistoriker Professor David M. Knight. Im Jahr 1972 wurde Crombie zum Mitglied der Leopoldina gewählt. 1990 wurde er zum Mitglied (Fellow) der British Academy gewählt. Seit 1994 war er Mitglied der Päpstlichen Akademie der Wissenschaften.

## Werke
- Augustine to Galileo: The History of Science A.D. 400–1650. Revised edition Auflage. Penguin, 1969, ISBN 0-14-055074-7 (englisch,  [1952]). (deutsch: Von Augustinus bis Galilei : die Emanzipation der Naturwissenschaften. Zuletzt: Deutscher Taschenbuch-Verlag, München 1977.)
- Robert Grosseteste and the Origins of Experimental Science, 1100–1700. Clarendon Press, Oxford 1953, ISBN 0-19-824189-5 (englisch).
- Science, Optics and Music in Medieval and Early Modern Thought. Hambledon, London 1990, ISBN 0-907628-79-6 (englisch).
- Styles of Scientific Thinking in the European Tradition: The History of Argument and Explanation Especially in the Mathematical and Biomedical Sciences and Arts. Gerald Duckworth & Company, London 1995, ISBN 0-7156-2439-3 (englisch).